# Raymund Schwager
Raymund Schwager (* 11. November 1935 in Balterswil, Schweiz; † 27. Februar 2004 in Innsbruck) war ein schweizerischer katholischer Theologe und Jesuit.

## Leben
Raymund Schwager wurde als zweites von sieben Kindern in eine Schweizer Bauersfamilie geboren. Ab dem 13. Lebensjahr besuchte er ein Kapuziner-Internat. Nach dem Gymnasium trat er 1955 der Gesellschaft Jesu bei. Er studierte zunächst Philosophie (1957–1960 in Pullach bei München), dann Theologie (1963–1967 in Lyon-Fourvière, Frankreich). Dazwischen war er als Erzieher in der Stella Matutina in Feldkirch, Österreich tätig. Am 31. Juli 1966 wurde er zum Priester geweiht und vollendete anschließend seine Ausbildung mit dem theologischen Doktorat an der Universität Freiburg in der Schweiz (1967–1969). Während dieser Jahre verbrachte er auch einige Zeit in Spanien auf den Spuren des heiligen Ignatius von Loyola, der Gegenstand seiner Doktorarbeit war. In dieser verstand Schwager das Kirchenbild des Ordensgründers bereits als „dramatisch“. Von 1970 bis 1977 war Schwager Mitglied der Redaktion von 'Orientierung' in Zürich und entfaltete rege Vortragstätigkeit. 1975 kam es in Avignon zu einem ersten Treffen zwischen Schwager und René Girard. 1977 schließlich wurde er Professor für Dogmatische und Ökumenische Theologie an der Theologischen Fakultät der Universität Innsbruck. Zwei Mal (1985–1987; 1999–2003) leitete er diese als Dekan. Raymund Schwager war Gründungsmitglied des Colloquium on Violence and Religion (1991), dessen erster Präsident (1991–1995) und Ehrenmitglied des Advisory Board auf Lebenszeit. 1998 wurde er mit dem Tiroler Landespreis für Wissenschaft ausgezeichnet. Er starb unerwartet am 27. Februar 2004.

## Theologie
Raymund Schwagers Denken war vor allem von drei Quellen geprägt: 1) seinem christlichen Glauben in der Tradition und Spiritualität des Heiligen Ignatius von Loyola; 2) einer Argumentationsweise, die er „dramatisch“ nannte – ein Terminus, den er von Hans Urs von Balthasar übernahm, dem er aber neue Bedeutung gab in seiner „dramatischen Theologie“; 3) der mimetischen Theorie von René Girard und der Freundschaft, die er mit ihrem Autor unterhielt.
In seiner Theologie griff Schwager strittige Fragen auf, wie die nach dem Opfer oder der Stellvertretung und vor allem nach der Frage der Gewalt in den biblischen Schriften und den Religionen im Allgemeinen, und arbeitete daran, wie das christliche Gottesbild zu entwerfen sei. Seine „Dramatische Theologie“ ging v. a. davon aus, dass die Geschichte der göttlichen Offenbarung, wie sie in den biblischen Schriften aufgezeichnet ist, nicht linear fortschreitet.
Offenbarung ist daher nicht wie eine theoretische Abhandlung, sondern sie besteht aus einem Netz verschiedener unabhängiger Taten – Initiativen und Antworten – von verschiedenen Akteuren – dem göttlichen und menschlichen. Deshalb sei die Bibel wie ein Drama zu lesen, das diese dramatische Interaktion wiedergibt. Jeder Akt in diesem Heilsdrama gibt dabei jeder Einzelaktion, und damit auch dem gesamten Drama, neue Bedeutung. Erst rückblickend vom Ende ist es möglich, den Gesamtsinn des Dramas und seiner Akte zu erschließen und daraus einen theoretischen theologischen Entwurf zu erstellen. Ein solcher Entwurf bleibt aber immer bezogen auf die Gesamtheit des Dramas und seiner Akte; getrennt von ihm versteinert er und verliert seine Gültigkeit.
Auf R. Schwagers Liste wichtiger Ereignisse rangierten solche des interreligiösen Dialogs und ihn unterstützender Symbolhandlungen ganz weit oben. So schätzte er besonders die Gebetstreffen mit anderen Religionsführern, die Papst Johannes Paul II. nach Assisi einberief, die Reisen dieses Papstes und seine für die Kirche gesprochenen Vergebungsbitten des Ersten Fastensonntags im Jahr 2000. Die Anerkenntnis eigener Schuld und der Schuld der Gemeinschaft, der man sich zurechnet, ohne dabei andere oder die Vergangenheit zu Sündenböcken zu machen, war Schwagers Überzeugung zufolge eine Vorbedingung für einen echten und dauerhaften Frieden.

## Werke
- Das dramatische Kirchenverständnis bei Ignatius von Loyola. Historisch-pastoraltheologische Studie über die Stellung der Kirche in den Exerzitien und im Leben des Ignatius. Benziger, Zürich 1970, ISBN 3-545-22060-5 (zugleich Dissertation an der Universität Fribourg).
- Brauchen wir einen Sündenbock? Gewalt und Erlösung in den biblischen Schriften. Kösel, München 1978, ISBN 3-466-20179-9; 3. Auflage: Kulturverlag, Thaur 1994, ISBN 3-85395-191-0 (online).
- Der wunderbare Tausch. Zur Geschichte und Deutung der Erlösungslehre. Kösel, München 1986, ISBN 3-466-20279-5.
- Jesus im Heilsdrama. Entwurf einer biblischen Erlösungslehre (= Innsbrucker Theologische Studien. Bd. 29). Tyrolia, Innsbruck 1990; 2. Auflage 1996, ISBN 3-7022-1746-0 (online).
- Dem Netz des Jägers entronnen. Wie Jesus sein Leben verstand (= Herderbücherei. Bd. 8812). Herder, Freiburg im Breisgau 1994, ISBN 3-451-08812-6.
- Erbsünde und Heilsdrama. Im Kontext von Evolution, Gentechnologie und Apokalyptik (= Beiträge zur mimetischen Theorie. Bd. 4). Lit, Münster 1997; 2., korrigierte Auflage 2004, ISBN 3-8258-3115-9.
- hrsg. mit Józef Niewiadomski: Religion erzeugt Gewalt – Einspruch! Innsbrucker Forschungsprojekt „Religion – Gewalt – Kommunikation – Weltordnung“ (= Beiträge zur mimetischen Theorie. Bd. 15). Lit, Münster 2003, ISBN 3-8258-6764-1.
- Dogma und dramatische Geschichte.Christologie im Kontext von Judentum, Islam und moderner Marktkultur (= Raymund Schwager Gesammelte Schriften. Bd. 5). Hrsg. von Jozef Niewiadomski und Mathias Moosbrugger. Herder, Freiburg in Breisgau 2014, ISBN 978-3-451-34225-7.
- Briefwechsel mit René Girard (= Raymund Schwager Gesammelte Schriften. Bd. 6). Hrsg. von Nikolaus Wandinger und Karin Peter. Herder, Freiburg in Breisgau 2014, ISBN 978-3-451-34226-4.
- Heilsdrama. Systematische und narrative Zugänge (= Raymund Schwager Gesammelte Schriften. Bd. 4). Hrsg. von Józef Niewiadomski. Herder, Freiburg in Breisgau 2015, ISBN 978-3-451-34224-0.
- Der wunderbare Tausch. Zur Geschichte und Deutung der Erlösungslehre (= Raymund Schwager Gesammelte Schriften. Bd. 3). Hrsg. von Nikolaus Wandinger. Herder, Freiburg in Breisgau 2015, ISBN 978-3-451-34223-3.